# Müncheberger Siedlung
Müncheberger Siedlung ist ein Wohnplatz der Stadt Müncheberg im Landkreis Märkisch-Oderland in Brandenburg.

## Geografische Lage
Der Gemeindeteil liegt südwestlich des Stadtzentrums und dort unmittelbar an der Bundesstraße 168, die von Südwesten kommend in nach Müncheberg führt. Nordwestlich wird sie von der Bundesstraße 1 bzw. Bundesstraße 5 gekreuzt, die von Westen kommend in südöstlicher Richtung führt. Südöstlich liegt der bewohnte Gemeindeteil Eggersdorf-Siedlung. Die westlichen Flächen sind bewaldet, während die östlichen Flächen vorzugsweise landwirtschaftlich genutzt werden.